# São Bento, Maranhão
São Bento este un oraș în unitatea federativă Maranhão (MA), Brazilia.